# Hexakarbonyl vanadu
Hexakarbonyl vanadu, V(CO)6, je modrozelená těkavá pevná látka. Tato sloučenina je z teoretického hlediska velmi zajímavá, protože jde o homoleptický karbonyl kovu, který je paramagnetický. Většina sloučenin se vzorcem Mx(CO)y dodržuje 18-elektronové pravidlo, ale V(CO)6 má 17 valenčních elektronů.

## Příprava
Hexakarbonyl vanadu se připravuje redukcí chloridu vanaditého sodíkem v přítomnosti oxidu uhelnatého (160 °C, 20 MPa). Tato reakce se provádí zpravidla v diglymu:
4 Na + VCl3 + 6 CO + 2 diglyme → [Na(diglyme)2][V(CO)6] + 3 NaCl
Produkt je poté redukován krystalickou kyselinou fosforečnou:
V(CO) -
6  + 2 H3PO4 → 2 V(CO)6 + H2 + 2 H2PO -
4 
Další možností je reduktivní karbonylace pomocí směsi zinku a hořčíku v nadbytku pyridinu při teplotě 120-140 °C.

## Struktura
V(CO)6 má oktaedrickou geometrii, je izostrukturní s hexakarbonyl chromem a hexakarbonyl molybdenem. RTG strukturní analýza ukázala, že molekula je mírně deformována, axiální vazby V-C mají délku 1,993(2) Å, zatímco čtyři ekvatoriální vazby V-C jsou mírně delší, 2,005(2) Å.

## Reakce
Hexakarbonyl vanadu je termicky nestabilní. Primární reakcí je redukce na anion V(CO) -
6 . Také lze provést substituci terciárními fosfiny, ta ale často vede k disproporcionaci.
Reakce se zdroji cyklopentadienylového aniontu vede ke vzniku oranžového komplexu (C5H5)V(CO)4. Ten se řadí do skupiny polosendvičových komplexů.